# Meomyia tetratricha
Meomyia tetratricha är en tvåvingeart som först beskrevs av Walker 1849.  Meomyia tetratricha ingår i släktet Meomyia och familjen svävflugor. Inga underarter finns listade i Catalogue of Life.